# Marktsegmentierung
Marktsegmentierung ist in der Betriebswirtschaftslehre und im Marketing die Aufteilung eines Marktes in Marktsegmente nach bestimmten Kriterien sowie die Marktbearbeitung dieser Marktsegmente.

## Allgemeines
Die Marktsegmentierung bildet einen Teilbereich der Segmentierung in der Mikroökonomie. Sie hat den Zweck, die richtigen Produkte oder Dienstleistungen den richtigen Kunden anzubieten. Deshalb wird die Marktsegmentierung durch die angebotenen Produktgruppen, Marketing-Mix und Zielgruppen vorgenommen. Der Gesamtmarkt aller aktuellen und potenziellen Kunden wird in Segmente aufgeteilt, die Nachfrager mit möglichst ähnlichem Konsumverhalten und ähnlichen Einstellungen enthalten. Die Segmente sollen intern homogen sein und sich von anderen Gruppen möglichst stark unterscheiden. Bei der Marktsegmentierung muss der Markt in heterogene Teilmärkte aufgeteilt werden. Marktsegmentierung umfasst sowohl die Aufteilung eines Gesamtmarktes in Marktsegmente als auch die Marktbearbeitung eines oder mehrerer dieser Marktsegmente mittels geeigneter Marketinginstrumente.

## Arten
Unterschieden wird allgemein einerseits zwischen demografischen, sozio-ökonomischen und psychografischen Kriterien und andererseits nach dem Kaufverhalten.
- Allgemeine Kriterien:
  - demografische: Lebensalter, Familienstand, Geschlecht, Haushaltsgröße, Religion;
  - sozio-ökonomische: Beruf, Einkommen, Schulbildung, soziale Schicht, sozialer Status;
  - psychografische: Emotion, Lebensstil, Motivation, Persönlichkeitsmerkmale, Risikobereitschaft.
- Kaufverhalten: Käufer (Laufkunde, Stammkunde), Nichtkäufer, Nachfrageelastizität, Preissensivität, Response oder Zahlungsbereitschaft.

Diese Marktsegmente betreffen die Kunden und heißen deshalb Kundensegmentierung. Die Bildung von Käuferschichten nach sozio-demografischen Merkmalen oder Freizeitinteressen wurde von Horst Kliemann vorgeschlagen. Die Segmente können auch nach  Produkten oder Produktgruppen gebildet werden (Produktsegmentierung). Entscheidend ist auch, ob die Marktsegmentierung in einem Massenmarkt, Nischenmarkt, Wachstumsmarkt oder Zukunftsmarkt erfolgen soll, ob noch Marktpotenziale vorhanden sind, Marktsättigung oder gar ein Schrumpfmarkt vorliegt.
Zudem wird bei Exporteuren unterschieden zwischen der integralen und der intranationalen Marktsegmentierung. Die integrale versucht, über Staatsgrenzen hinweg Konsumenten mit ähnlichen Bedürfnissen und Konsumverhalten zu identifizieren. Dagegen untersucht die intranationale Segmentierung jeden einzelnen Staat für sich.

## Segmentierungskriterien
Mögliche Segmentierungskriterien lassen sich in Kategorien einteilen, die auch kombinativ zur Marktaufteilung genutzt werden. Sinnvolle und anwendbare Segmentierungskriterien sollten dabei folgenden Anforderungen genügen:
- Sie müssen kaufverhaltensrelevant sein, d. h. aktuelles und zukünftiges Konsumentenverhalten möglichst sicher in Segmente gliedern.
- Sie sollten mittels bewährter Marktforschungsmethoden messbar und verifizierbar sein.[9]
- Sie müssen eine zeitliche Stabilität der auf das Segment bezogenen Informationen mindestens für eine Planungsmethode gewährleisten.
- Die Wirtschaftlichkeit des Aufwands der Segmentierung und der dafür erforderlichen Analyse muss im Rahmen von Kosten und Nutzen tragbar sein.[10]

Notwendige Eigenschaften für die gebildeten Segmente:
- Sie sollten sich anhand von gewählten Variablen einfach identifizieren lassen.
- Sie müssen marktrelevant sein, die Segmente müssen einen wesentlichen Teil des Marktes abbilden können.
- Stabilität (siehe Variablenkriterien)
- Sie sollten erreichbar sein, die Segmente sollen auf Marketingmaßnahmen angesprochen werden können (targeting).
- Sie sollten ansprechbar sein, die Segmente sollen auf Marketingmaßnahmen einheitlich reagieren.
- Eine Identifizierung der Segmente soll Anleitung für Entscheidungen bezüglich einer effektiven Spezifikation von Marketinginstrumenten geben.

### Demografisch
Demographie setzt an äußerlichen und daher leicht erfassbaren Merkmalen an. Es werden drei Untergruppen demographischer Marktsegmentierungskriterien unterschieden:
- Sozio-Geographisch z. B. die Aufteilung in Nielsengebiete oder ACORN,
- Sozio-Ökonomisch z. B. Beruf, Einkommen, Haushaltsgröße, Ausbildung usw.,
- Sozio-Demographisch z. B. Alter, Geschlecht, Größe, Gewicht, Familienstände, Anzahl der Kinder im Haushalt, Nationalität, Religionszugehörigkeit.

### Geografisch
- Makro-Geographisch: Staaten, Bundesländer, Regionen, Kreise, Städte, Gemeinden. Ferner wird zwischen Land- und Stadtbevölkerung oder nach verschiedenen Ortsgrößen differenziert.
- Mikro-Geographisch als Weiterführung der geographischen Segmentierung bezeichnet Lebensräume, die von Menschen mit gleichen Werten, gleichem Lebensstil oder Sozialstatus gemeinsam eingenommen werden. Dies wird auch als Neighbourhood-Affinität bezeichnet.[11]

### Psychografisch
Bezieht sich auf allgemeine Persönlichkeitsmerkmale der aktuellen und potenziellen Käufer sowie auf produktspezifische Merkmale.
- Persönlichkeitseigenschaften z. B. Lebensstil AIO, Typologien wie Yuppies, Double income no kids (DINKs) oder Skippies, Konzepte wie VALS oder Sinus-Milieus.
- Produktspezifisch segmentiert nach absatzrelevanten Kriterien, z. B. den Eigenschaften des Produktes (Grundnutzen, Zusatznutzen), Güterklassen, Art des Konsums bzw. Verbrauches, Bedarfsformen, technologischer Einsatz.
- Szene-Marketing: Szenen sind Zusammenschlüsse von Menschen mit gleichen Werten, Treffpunkten, Kleidungsstilen und sogar Sprachgebräuchen und Zeichencodierungen sowie einem ähnlichen Konsumverhalten. Bei neuen Trendsportarten wird von Firmen oftmals Szene-Marketing betrieben.

### Verhaltensorientiert/Beobachtbares Kaufverhalten
Umfasst Kriterien des Informations-, Kauf- und Verwendungsverhaltens (verhaltensbezogene Segmentierungskriterien) sowie der Markentreue. Diese Art der Segmentierung wird auch als Benefit-Segmentierung bezeichnet und umfasst:
- das Preisverhalten (Preislage, Sonderangebotsnutzung),
- die Mediennutzung (Art und Zahl der Medien, Nutzungsintensität),
- das Zahlungsverhalten (Zahlungsmoral, Einhaltung der Zahlungsbedingungen)
- die Einkaufsstättenwahl (Betriebsformen, Einkaufsstättentreue) und
- die Produktwahl (Markenwahl, Kaufvolumen, Verbrauchsintensität).

### Hybride Segmentierungs-Ansätze
Kombinieren mehrere Segmentierungsvariablen, um eine effizientere Einteilung zu erreichen:
- „demographisch-psychographische Profile“ werden oft eingesetzt, um den Empfängerkreis eines Mediums zu beschreiben (Sinus-Milieus);
- „geodemographische Segmentierung“ beruht darauf, dass Bewohner eines bestimmten Ortsteils oft gleiche finanzielle Mittel, Präferenzen, Lifestyles und Konsumgewohnheiten haben. Dies hilft für direktes Marketing und Planung für Handelsfilialen.

### Segmentierung nach Rentabilität
Kunden mit derselben Profitabilität teilen oft dieselben Erwartungen. Die verschiedenen Stufen der Customer Pyramid werden unterschiedlich behandelt, so dass entsprechende Erwartungen erfüllt werden und das Unternehmen seine Ressourcen in die richtigen Einsatzgebiete lenkt. Die Grundstrategien sind dabei Kunden der mittleren Stufen aufsteigen zu lassen und sich von den unrentablen Kunden der untersten Stufe zu befreien. Das Konzept wird unter anderem in Serviceunternehmen eingesetzt (Hotels, Banken, Versicherungen usw.).

## Einordnung und Abgrenzung
In der Betriebswirtschaftslehre werden Märkte oft nach Kundentypen segmentiert, während in der Volkswirtschaftslehre Kriterien wie die sogenannte Substitutionslücke oder das Konzept des Relevanten Marktes eine Rolle spielen.
Eng im Zusammenhang mit der Marktsegmentierung stehen die Begriffe der Zielgruppe und des Geschäftsfelds.
Zielgruppen
spielen vor allem in der Marktbearbeitung eine Rolle. Hier geht es darum, innerhalb eines Marktsegments verschiedene Kundengruppen (Zielgruppen) mit geeigneten Kommunikationsinstrumenten und den entsprechenden Distributionskanälen anzusprechen (englisch Targeting).
Strategische Geschäftsfelder
Strategische Geschäftsfelder sind enger mit den Marktsegmenten verknüpft. Der Unterschied liegt hier im Aggregationsniveau. Während bei der Abgrenzung von Geschäftsfeldern relativ grobe Kriterien angewandt werden, wird bei der Marktsegmentierung detaillierter vorgegangen. Bei stark kundenorientiert ausgerichteten Unternehmen können sich Geschäftsfelder und Marktsegmente stark überlappen.
Teilmärkte
Teilmärkte sind als angebotsseitig aufgeteilte Segmente strikt von den stets nachfrageseitig zu verstehenden Marktsegmenten zu trennen.
Marktsegmentierung ist situativ. Die spezifischen Aufgaben der Unternehmen im Marketing und Vertrieb legen den Blickwinkel der Segmentierung fest. Nicht zuletzt bestimmen auch die verfügbaren Marktdaten den Segmentierungsansatz. Vielfach werden verschiedene Segmentierungen in ein und demselben Unternehmen nebeneinander gelebt. Die Herausforderung besteht darin, die einzelnen Ansätze aus verschiedenen Unternehmensteilen miteinander zu koordinieren.

## Position innerhalb des Marketing
Die Marktsegmentierung nimmt innerhalb des Marketing eine zentrale Stellung ein und ist eines der meist diskutierten Konzepte in den Wirtschaftswissenschaften. Sie wird als „Schlüssel zum Markterfolg“ gesehen, da erst sie den Grundgedanken des Marketing – die konsequente Ausrichtung an Kundenwünschen – konkret ermögliche.

## Segmentierungsgrad
Beim Grad der angewandten Segmentierung wird unterschieden zwischen:
Null-Segmentierung (S = 0 %)
Hierbei wird kein Unterschied innerhalb der Menge der potentiellen Käufer gemacht (Massenmarktstrategie). Ein Unternehmen, welches solch eine Strategie betreibt, sieht keinen produktbezogenen Sinn in einer Marktaufteilung, und zielt auf eine undifferenzierte Besetzung von Massenmärkten.
Segmentbildung im engeren Sinn (S > 0 % und < 100 %)
Ein Marktsegment besteht hierbei aus einer größeren identifizierbaren Kundengruppe innerhalb eines Marktes, und ist durch relevante Segmentierungskriterien wie Alter, Einkommen, sozialer Status etc. abgrenzbar. Dadurch wird eine zielgenaue Bearbeitung des Segments mittels Marketinginstrumenten möglich.
Nischenbildung (S > 0 % und < 100 %)
Die Nischenbildung kann als eine feinere Untersegmentierung von Marktsegmenten verstanden werden. Dies ist sinnvoll, wenn zwischen den Kundenbedürfnissen – auch innerhalb eines Segments – große Unterschiede bestehen, oder bei lokal begrenzten Angeboten. Eine größenbezogene genaue Abgrenzung zwischen Segment und Nische ist kaum möglich.
Atomisierte Segmentierung (S = 100 %)
Diese betrachtet prinzipiell jeden einzelnen Kunden als ein eigenes Segment (englisch Segment of One). Beispiele hierfür sind die Maßanfertigung von Kleidung oder die Herstellung von Unikaten, bei denen der Kunde auf die Gestaltung des Produkts Einfluss nehmen kann. Das Prinzip der Mass Customization verbindet die Massenfertigung der Null-Segmentierung mit dem Ansatz der atomisierten Segmentierung (z. B. Anpassung des Massenproduktes der Dell-Computer an individuelle Wünsche).

## Bewertung
Der demographische und der psychographische Ansatz der Marktsegmentierung können lediglich Korrelationen zwischen Eigenschaften und Ergebnissen darstellen. Kundengruppen mit gleichen demographischen Merkmalen können ein durchaus unterschiedliches Konsumverhalten aufweisen. Erst dann, wenn die Marketingtheorie Kausalitäten aufzeigt und verhaltensbezogene Segmentierungskriterien entwickelt, kann das Marketingmanagement erkennen, welche Eigenschaften, Funktionen und welche Positionierung die Kunden veranlasst, ein Produkt zu kaufen. „Unternehmen, die ihre Produkte auf die Umstände ausrichten, unter denen die Kunden die Produkte verwenden anstatt auf die Kunden selbst sind auch diejenigen, die erfolgreich neue Produkte auf den Markt bringen“.

## Anforderungen
Die Aufteilung des Gesamtmarktes in bezüglich ihrer Marktreaktion intern homogene und untereinander heterogene Untergruppen (Marktsegmente) stellt eine Marktaufteilung der Konsumenten dar, wobei die Grundgesamtheit zunächst unbekannt ist. Dabei ist es hilfreich, zunächst zwischen Nichtkäufern und potenziellen bzw. aktuellen Käufern zu unterscheiden, wobei sich die Segmentierung insbesondere auf die letzteren Gruppen bezieht. Die Anforderungen an die möglichen Segmentierungskriterien können wie folgt beschrieben werden.
1. Kaufverhaltensrelevanz: Die Segmentierungskriterien müssen einen relevanten Bezug zum Kaufverhalten der Konsumenten aufzeigen.
2. Eignung für den Einsatz des absatzpolitischen Instrumentariums: Die Ausprägungen der Segmentierungskriterien sollten Ansatzpunkte für den gezielten Einsatz der absatzpolitischen Instrumente bieten (sog. marketingmixbezogene Reaktionskoeffizienten).
3. Zugänglichkeit bzw. Erreichbarkeit: Die ausgewählten Segmentierungskriterien sollten eine gezielte Kommunikations- und Distributionspolitik der gewählten Segmente ermöglichen. Beispielsweise sollten sich durch die gewählten Segmentierungskriterien Zielgruppen mit gleichem Medien-Nutzungsverhalten ermitteln lassen.
4. Messbarkeit (Operationalität): Die gewählten Segmentierungskriterien sollten eine Abgrenzung mit vorhandenen Marktforschungsmethoden erlauben. Leicht zugänglich und daher oft genutzt sind daher demographische Kriterien wie Einkommen, Alter, Geschlecht usw.
5. Zeitliche Stabilität: Die Segmentierungskriterien sollten eine gewisse zeitliche Stabilität aufweisen, so dass ein längerfristiger Einsatz der absatzpolitischen Instrumente möglich ist.
6. Wirtschaftlichkeit: Letztlich sollten die Kriterien Segmente abgrenzen helfen, deren Bearbeitung sich lohnt.

Die Erhebung der Kriterien hat derart zu erfolgen, dass der sich aus der Segmentierung ergebende Nutzen größer ist als die anfallenden Kosten.

## Marktsegmentierung bei Investitionsgütern
Im Vergleich zum Konsumgütermarketing (englisch Consumer Marketing) unterliegt das Investitionsgütermarketing (englisch Industrial Marketing) anderen Rahmenbedingungen: Die Nachfrage ist häufig eine abgeleitete Nachfrage; so bedingt die Nachfrage nach Strom die Nachfrage nach einem Kraftwerk usw. – Darüber hinaus ist das Beschaffungsverhalten, geprägt durch Buying Center, häufig multipersonal und formalisiert.
Segmentierungskriterien sind z. B.:
- Betriebsgröße,
- Branche,
- Lage und Standort (Region, Staat),
- Neukunden bzw. mögliche Interessenten/Bestandskunden.

Im Vergleich zum Konsumgütermarketing sind über die potenziellen Kunden im Investitionsgütermarketing wesentlich mehr Informationen für die Marktsegmentierung aus Sekundärquellen zugänglich, wie z. B.
- Messekataloge,
- Branchenverzeichnisse,
- Internet,
- Wirtschaftsauskunfteien wie z. B. Creditreform oder Intrum Justitia,
- Presse.

## Ziele der Marktsegmentierung
- Marktidentifizierung
  - Abgrenzung des relevanten Gesamtmarktes
  - Bestimmung der relevanten Teilmärkte
  - Auffinden vernachlässigter Teilmärkte (Marktlücken, Marktnischen)
- Bessere Befriedigung der Konsumentenbedürfnisse
- Erzielung von Wettbewerbsvorteilen
- Vermeidung von Substitutionseffekten zwischen den Märkten im eigenen Sortiment
- Rechtzeitige Beurteilung von Neueinführungen der Konkurrenz und rechtzeitiges Ergreifen von Gegenmaßnahmen
- Beurteilung der eigenen Markenpositionierung im Vergleich zur Positionierung der Konkurrenzprodukte
- Richtige Positionierung von Neuprodukten
- Präzisierung der Zielgruppen eingeführter Marken (evtl. Umpositionierung)
- Fundierte Prognose der (segmentspezifischen) Marktentwicklung
- Exaktere Ableitung von Marktreaktionsfunktionen
- Gezielter Einsatz der Marketing-Instrumente
- Optimale Allokation des Marketing-Budgets auf einzelne Segmente
- Erhöhung der Zielerreichungsgrade (z. B. Erhöhung des Gewinns oder Umsatzes)

## Statistische Segmentierungsverfahren
Die statistische Marktsegmentierung bedient sich statistischen Verfahren des Data-Mining, um den Gesamtmarkt in intern homogene und untereinander heterogene Marktsegmente aufzuteilen. Insbesondere die Kombination aus Faktoren- und Clusteranalyse haben sich hier als nützlich erwiesen.

## Segmentierungsformen
Typische Marktsegmentierung sind Börsensegmente, Hochpreisstrategie, Niedrigpreispolitik oder Zielgruppen.
Börsensegmente sind eine Unterteilung an der Wertpapierbörse, wonach die gehandelten Effekten bestimmte Zulassungs- und Publizitätsvoraussetzungen oder Folgepflichten zu erfüllen haben. Hochpreis- und Niedrigpreispolitik zielen auf das Preisniveau bestimmter Produktgruppen ab (Luxusgüter oder Billigsortimente). Es handelt sich oft um Substitutionsgüter (wie Champagner oder Sekt), die im Regelfall von einer bestimmten Käuferschicht nachgefragt werden.
Bei den Zielgruppen gibt es drei Kategorien, die Qualitätskäufer, die Schnäppchenjäger und die Smart Shopper:
- Die Qualitätskäufer können es sich leisten, für ihre Einkäufe viel Geld auszugeben und achten auf Produkt- oder Dienstleistungsqualität und weniger auf den Preis.
- Die Schnäppchenjäger müssen sparen und gezielt nach Angeboten (Schnäppchen wie Abverkauf, Ausverkauf, Rabatt, Räumungsverkauf, Saisonschlussverkauf oder Sonderangebot) suchen, die ohnehin im unteren Preissegment (Billigsortiment) liegen.[19]
- Die Smart Shopper dagegen fragen bei begrenztem Budget maximale Produkt- oder Dienstleistungsqualität zu minimalem Preis nach.

Teure Güter/Dienstleistungen werden von nicht preissensiblen Qualitätskäufern erworben, angemessene von Smart Shoppern und billige von Schnäppchenjägern.

## Wirtschaftliche Aspekte
Marktsegmentierung dient letztlich der Gewinnmaximierung. Sie Zielt auf die Abschöpfung der Konsumentenrente und die Beibehaltung der Produzentenrente ab, indem die unterschiedliche Zahlungsbereitschaft und Leistungserwartung der Nachfrager genutzt wird. Zudem ermöglicht sie eine Prognose der Marktentwicklung, denn eine Marktanalyse soll das künftige Marktpotenzial an Kaufkraft ermitteln.